# 27375 Asirvatham
27375 Asirvatham este un asteroid din centura principală de asteroizi.

## Descriere
27375 Asirvatham este un asteroid din centura principală de asteroizi. A fost descoperit pe 9 martie 2000 la Socorro, New Mexico, în cadrul proiectului LINEAR. Asteroidul prezintă o orbită caracterizată de o semiaxă mare de 2,30 ua, o excentricitate de 0,20 și o înclinație de 7,7° în raport cu ecliptica.